# Aloysio Chaves
Aloysio da Costa Chaves (Viseu, 25 de novembro de 1920 — Belém, 5 de outubro de 1994) foi um advogado, professor, magistrado e político brasileiro. Dentre outros cargos, foi governador do Pará, deputado federal e senador pelo mesmo estado, presidente do Tribunal Regional do Trabalho da 8ª Região e reitor da Universidade Federal do Pará.

## Carreira
Aloysio Chaves nasceu em Viseu (PA), no dia 25 de novembro de 1920, filho de Abel Augusto de Vasconcelos Chaves e Anésia da Costa Chaves.
Depois de cursar contabilidade pela Escola Técnica de Comércio de Belém, graduou-se também em direito pela Faculdade de Direito do Pará (atualmente parte da Universidade Federal do Pará) em 1944.
Em 1942, trabalhou como chefe do gabinete civil do interventor do Pará, José Carneiro da Gama Malcher, e professor de geografia do Colégio Estadual Paes de Carvalho, do qual foi diretor em 1945. No ano seguinte, tornou-se juiz do trabalho, tendo sido presidente da 1ª Junta de Conciliação e Julgamento de Belém por 11 anos.
Em 1951, como bolsista da Comunidade Luso-Brasileira do Pará, participou de uma missão cultural em Portugal durante seis meses. Em 1952, começou a ensinar economia política na Faculdade de Direito da Universidade Federal do Pará. Em 1958, tornou-se diretor da faculdade, cargo que ocupou até 1964. Em 1962 participou da Conferência das Faculdades de Direito da América Latina, em Santiago, no Chile. No mesmo ano foi promovido a vice-presidente do Tribunal Regional do Trabalho da 8ª Região e, em 1966, a presidente do tribunal, deixando o cargo em 1970.
Foi reitor da Universidade Federal do Pará entre 1969 e 1973. Sua gestão coincidiu com o período de maior repressão do regime militar ao movimento estudantil. Presidiu, em 1969, o Conselho Estadual de Cultura do Pará. No ano seguinte filiou-se à Aliança Renovadora Nacional (Arena), partido de apoio ao governo militar.
Ainda em 1970 visitou a República Federal da Alemanha, a convite do governo de Bonn. Em 1972 retornou à Alemanha como representante da Ufpa, assinou vários convênios e fez palestra na Universidade de Bonn. No mesmo ano participou do seminário sobre problemas comuns da Bacia Amazônica, realizado na Universidade Jorge Tadeo Lozano, em Bogotá, na Colômbia. Em 1973 foi aos Estados Unidos, a convite do Departamento de Estado, para fazer palestras nas universidades de Missouri e Gainsville, na Flórida.
Em 1975, tornou-se governador do Pará pela via indireta, na legenda da ARENA. Sua indicação foi articulada pelo então senador Petrônio Portella e pelo presidente Ernesto Geisel, para que conciliasse as divergências entre os líderes arenistas Jarbas Passarinho e Alacid Nunes.

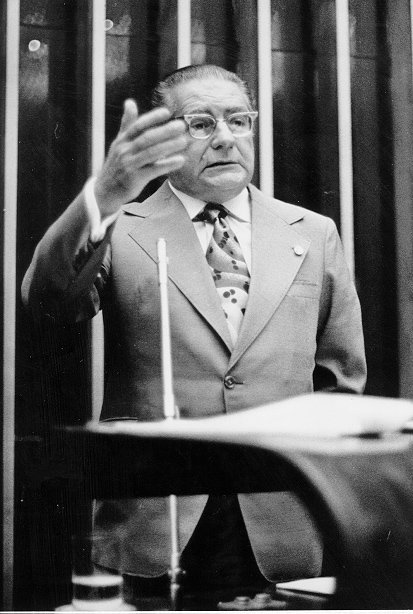
Aloysio Chaves no Senado Federal.

Em novembro de 1978 foi eleito, por voto direto, senador do Pará, e em março do ano seguinte tornou-se vice-líder do partido. Integrou a Comissão de Constituição e Justiça da qual foi vice-presidente e presidente. Participou das comissões de Educação e Cultura, de Legislação Social e de Relações Exteriores. Fez parte da representação do Senado que participou da reunião do Parlamento Latino-Americano, em Bogotá, em maio de 1979. Ainda neste ano, integrou, como observador, a delegação do Brasil na Assembleia Geral da Organização das Nações Unidas (ONU), em Nova Iorque.
Com a extinção do bipartidarismo, em 29 de novembro de 1979, e a reformulação partidária, filiou-se ao Partido Democrático Social (PDS), legenda que deu continuidade à linha política da Arena. Em março de 1981, integrou a Comissão de Transportes, Comunicação e Obras Públicas. Dois anos depois tornou-se líder do PDS e do governo no Senado, indicado pelo presidente João Figueiredo. Manifestou-se favoravelmente ao diálogo e ao entendimento entre o governo e os partidos representados no Congresso, apoiou a proposta de uma ampla reforma constitucional que viabilizasse a abertura democrática, mas foi contrário à convocação imediata de uma Assembleia Nacional Constituinte. Defendeu a competência constitucional da Justiça Eleitoral para regulamentar matérias como a criação do voto distrital. Em 15 de janeiro de 1985, na reunião do Colégio Eleitoral que indicou o primeiro presidente civil após 21 anos de regime militar, votou em Paulo Maluf, candidato do PDS.
Em maio de 1985, assumiu a presidência regional do PDS em substituição a Jarbas Passarinho. Dois meses depois, abandonou o cargo devido a divergências com o deputado federal malufista Antônio Amaral, que se opunha à coligação eleitoral do PDS com o Partido da Frente Liberal (PFL). Em outubro, diante das disputas internas no PDS e dos problemas decorrentes da candidatura de Jarbas Passarinho ao Senado, desligou-se do partido. Aproximou-se, então, do governador paraense Jader Barbalho e da bancada do PMDB no Senado. Encontrando forte resistência ao seu nome, filiou-se ao PFL e uniu-se ao ex-governador do Pará Alacid Nunes.
No pleito de novembro de 1986, elegeu-se deputado federal constituinte pelo Pará. Durante os trabalhos da Assembleia Nacional Constituinte, integrou a Subcomissão de Municípios e Regiões da Comissão da Organização do Estado. Na condição de relator, defendeu a participação efetiva dos estados nos órgãos federais de desenvolvimento de suas regiões e maior autonomia dos municípios, inclusive para elaborar suas constituições, criar impostos e conselhos para fiscalizar a administração municipal. Deixou a Câmara dos Deputados em janeiro de 1991, ao final da legislatura, sem concorrer à reeleição.
Participou da Organização das Nações Unidas para a Educação, a Ciência e a Cultura (UNESCO), da Comissão Internacional de Juristas e da Sociedade Internacional de Direito do Trabalho e Seguridade Social, ambas sediadas em Genebra (Suíça), e do Instituto Latino-Americano de Direito do Trabalho e Seguridade Social.
Morreu em 5 de outubro de 1994, em Belém.